# 齿叶凤仙花
齿叶凤仙花（学名：Impatiens odontophylla）为凤仙花科凤仙花属的植物，是中国的特有植物。分布于中国大陆的重庆、湖北等地，生长于海拔1,600米至2,400米的地区，多生长于山坡林缘或沟谷阴湿处，目前尚未由人工引种栽培。